# Jerzy Krzywaźnia
Jerzy Krzywaźnia (ur. 22 grudnia 1963 w Lututowie) – polski nauczyciel, historyk, bloger, regionalista, genealog.

## Życiorys
Pochodzi z Czajkowa. W roku 1982 ukończył Liceum Ogólnokształcące im. Marii Skłodowskiej-Curie w Ostrzeszowie. W latach 1982–1987 odbył studia na kierunku historia (specjalność pedagogiczna) na Wydziale Filologiczno-Historycznym Wyższej Szkoły Pedagogicznej w Opolu i uzyskał tytuł magistra historii. W 2000 roku ukończył Podyplomowe Studium Informatyki na Uniwersytecie Opolskim. Przez 36 lat był zatrudniony jako nauczyciel historii i informatyki w Szkole Podstawowej im. Kardynała Karola Wojtyły w Kuźnicy Grabowskiej oraz przez 13 lat w Szkole Podstawowej w Rojowie. W 1998 roku uzyskał I stopień specjalizacji zawodowej w zakresie nauczania historii i wos, a w roku 2001 stopień nauczyciela dyplomowanego. W roku 2012 otrzymał nagrodę Wielkopolskiego Kuratora Oświaty. W 2023 przeszedł na emeryturę.

## Działalność edukacyjna i popularyzatorska
Promuje dziedzictwo kulturowe w regionie na swoich cieszących się popularnością blogach historycznych. Popularyzuje wiedzę o postaciach związanych z regionem: Sługą Bożym ks. Franciszkiem Strugałą, Jerzym Różyckim, Józefem Oxińskim, Franciszkiem Frezerem, Stanisławem Jaszczyńskim i Leonem Nalepą.   
Kultywował pamięć Zbrodni Katyńskiej. W 2000 roku był pomysłodawcą i autorem tablicy na frontonie Szkoły Podstawowej w Kuźnicy Grabowskiej upamiętniającej nauczycieli Jana Rakowskiego i Antoniego Góreckiego zamordowanych w Katyniu odsłonietej 28 kwietnia 2001. Był także autorem okolicznościowej wystawy i wydawnictwa „90 lat szkoły w Kuźnicy Grabowskiej w służbie społeczeństwu”. Przeprowadzał coroczne od 2001 Apele Katyńskie związane z Dniem Pamięci Ofiar Zbrodni Katyńskiej.  
Organizował konferencję naukową „Życie i dzieło prof. Mariana Falskiego” w dniach 2 -3 września 2005 i opracował "Portfolio – Kuźnica Grabowska". Był autorem multimedialnych programów służących edukacji historycznej „małych ojczyzn”. Współpracował z Muzeum Elementarza im. prof. Mariana Falskiego w Kuźnicy Grabowskiej. 14 października 2005 wyróżniony listem gratulacyjnym Rady Powiatu Ostrzeszowskiego i Starosty Ostrzeszowskiego za kultywowanie tradycji i popularyzacje historii regionu.  
W 2013 był organizatorem obchodów 150-rocznicy powstania styczniowego w Kuźnicy Grabowskiej. W 2014 r. zorganizował symboliczną „Lekcję Wolności” - projekt „Ludzie Wolności – Piotr Bednarz”. Jest autorem historii parafii Czajków.  
Dokumentuje historię miejsc pamieci narodowej oraz dziedzictwo kulturowe regionu w ramach projektów archiwizujących stare fotografie.Uczestniczył także w nagraniu audycji radiowej Radia Rodziny Kalisz o tematyce historyczno-sakralnej.  
Popularyzuje historie regionu na portalu informacyjno-edukacyjnym dotyczącym historii Polski XX wieku – dzieje.pl. Publikacje zostały wyróżnione przez Muzeum Historii Polski i Polską Agencję Prasową. Nagradzany i wyróżniany jako nauczyciel a także opiekun licznych laureatów konkursów na szczeblu wojewódzkim i ogólnopolskim.
Ceniony jako zasłużony dla Kuźnicy Grabowskiej badacz i popularyzator dziedzictwa kulturowego w regionie. W trakcie obchodów 600-lecia Kuźnicy Grabowskiej uhonorowany specjalnymi  podziękowaniami „za publikacje historyczne oraz wyzwalanie pozytywnych emocji, takich jak miłość do rodzinnych stron i ojczyzny”. Z okazji 600-lecia Kuźnicy Grabowskiej opracował historie miejscowości. W 2024 jego portret pojawił się na okładce 30. numeru Ostrzeszowskiej Kultury, a także na wystawie portretów Grzegorza Kosmali pod tytułem „Gra ze świat(ł)em” w Muzeum Regionalnym im. Władysława Golusa w Ostrzeszowie . Popularyzuje historię regionu ostrzeszowskiego.

## Publikacje
- 100 lat w służbie społeczeństwu: Szkoła Podstawowa im. Kardynała Karola Wojtyły w Kuźnicy Grabowskiej (aut. Jerzy Krzywaźnia, Barbara Cichosz). – Kuźnica Grabowska; Gołuchów: PHU Agat, 2010. – 104 s. ISBN 978-83-930746-0-0 (monografia)[60][61][62]
- Na powstańczym szlaku 1863 w Kuźnicy Grabowskiej, Kuźnica Grabowska; Gołuchów: PHU Agat, 2013. – 44 s. ISBN 978-83-930746-1-7[63][64]
- Z dziejów kościoła w Rojowie, Szkoła Podstawowa w Rojowie [aut. Jerzy Krzywaźnia, Hanna Kempa], Rojów 2013[65][66][67][68]
- Zbrodnia Katyńska wpisana w historię Kuźnicy Grabowskiej, Kuźnica Grabowska 2015[69][70]
- Delegat na Polski Sejm Dzielnicowy ksiądz prałat Ksawery Szukalski (1878-1956), Przegląd Wielkopolski 2008, nr 3, s. 56–58.[71][72]
- Setna rocznica Elementarza Falskiego – związki autora z Wielkopolską, Przegląd Wielkopolski nr 89 (3/2010)[73][74]
- „Pamięć nie dała się zgładzić” – w hołdzie nauczycielom ziemi ostrzeszowskiej poległym w Katyniu (w) Ostrzeszowska Kronika Regionalna 2004/2005, R. 4/5, s. 64–67[75]
- Powstańcza bitwa pod Kuźnicą Grabowską (w) Ostrzeszowska Kronika Regionalna 2004/2005, R. 4/5, s. 84–87[76]
- Śladami historycznych inskrypcji kraszewickiego cmentarza i kościoła (w) Ostrzeszowska Kronika Regionalna, R.6/2013, s. 44–49
- Dzieje fryszerki w Czajkowie (w) Ostrzeszowska Kronika Regionalna, R.7/2014, s. 50–55[77]
- Wojenne losy rodziny Janasów (w) Ostrzeszowska Kultura nr 24 3/2022, s. 8–13[78]
- Uzdrowienie za wstawiennictwem św. Józefa w rojowskim dworze (1763) (w) Ostrzeszowska Kultura nr 25 4/2022, s. 13[79]
- Franciszek Frezer (1798-1845) (w) Ostrzeszowska Kultura nr 25 4/2022, s. 14–15.[16]
- Jakub Krzywaźnia (ok. 1784-1831) i Kuźnica Grabowska w jego czasach (w) Ostrzeszowska Kultura, nr 27 2/2023, s. 14–16.[80]
- Pocztowka z Rojowa (w) Ostrzeszowska Kultura, nr 28 3/2023, s. 2[81]
- Żydowski Obóz Pracy (Getto Żydowskie) w Kraszewicach (w) Ostrzeszowska Kultura, nr 28 3/2023, s. 8–10[81].
- Kronika życia Józefa Blewąski - górnika i żołnierza WP we Francji (w) Ostrzeszowska Kultura, nr 30 1/2024, s.1-4[82]
- W Dachau był numerem: 28313. Wspomnienie Sługi Bożego ks. Franciszka Strugały (w) Ostrzeszowska Kultura, nr 31 2/2024, s. 2-3[8]
- Tajemnica Enigmy - związki słynnego kryptologa z Kraszewicami (w) Ostrzeszowska Kultura, nr 31 2/2024, s. 4-6[83]
- Historyczny portret Ostrzeszowa u progu I wojny światowej (w) Ostrzeszowska Kultura, nr 32 3/2024, s.2-5[84]
- Szkoła w Kuźnicy Grabowskiej (1953–1960) – zapiski z przeszłości (w) Ostrzeszowska Kultura, nr 32 3/2024, s.12-15[85]
- Obchody 150. rocznicy bitwy pod Kuźnicą Grabowską (1863-2013) (materiały źródłowe), Rojów 2023, s.58[86]
- Upamiętnienie bohaterów bitwy o Monte Cassino z Kuźnicy Grabowskiej, Rojów 2024, s.46[38][87]
- W hołdzie żołnierzom Wojny Obronnej 1939 z Kuźnicy Grabowskiej, Rojów 2024, s. 54[39]
- Pamiątka z tajnego nauczania w Kuźnicy Grabowskiej – Władysław Jura (1892-1964), Rojów 2024, s.20[40]
- Ścieżki życia Antoniego Janasa (1903-1984) "Z Czajkowa do Hitchin", Rojów 2025, s. 34[88][89]
- Wspomnienia Leona Nalepy (1896-1985), Rojów 2025, s.40[90][19]
- Przygoda malarza Kazimierza Lasockiego na wyspie przemytników na Prośnie (w) Ostrzeszowska Kultura nr 34 1/2025, s. 8-9
- Kuźnica Grabowska w hołdzie powstańcom styczniowym (w) Ostrzeszowska Kultura nr 34 1/2025, s. 9-11
- Sługa Boży ks. Franciszek Strugała (1904 - 1942) - Świadek Wiary w Pamięci Pokoleń, Rojów 2025, s.29[91][10]
- Ofiary Obozów Zagłady z Kuźnicy Grabowskiej - Fakty i Pamięć, Rojów 2025, s.39[92]
- Tam, gdzie spłonęli kosynierzy. Historia Krzyża Powstańczego w Grzybie, Rojów 2025, s.10[93]

Materiały historyczne dotyczące dziejów Czajkowa publikowane na blogu zostały wykorzystane w wydawnictwie Historia Gminy Czajków, w której autorowi złożono specjalne podziękowania za ich udostępnienie oraz duże zaangażowanie w powstanie wydawnictwa.

## Projekty historyczno-genealogiczne

### Wielkopolskiego Towarzystwa Genealogicznego „Gniazdo”
- BaSIA (Baza Systemu Indeksacji Archiwalnej), indeksując akta stanu cywilnego Parafii Rzymskokatolickiej Kraszewice (14 228 wpisów)[94]
- Wielkopolscy Księża od XVIII do XX wieku, w trakcie którego przeprowadził inwentaryzacje nagrobków i innych form upamiętnienia księży[95] na terenie powiatu ostrzeszowskiego[96] i pochodzących z regionu[97],
- Poznań Projekt – projekt indeksacji dziewiętnastowiecznych małżeństw z terenu historycznej Wielkopolski[98]

### Wielkopolskiego Towarzystwa Kulturalnego
- Słownik biograficzny Polskiego Sejmu Dzielnicowego w Poznaniu, dla którego opracował hasło – Ks. Prałat Franciszek Ksawery Szukalski – delegat na Sejm Dzielnicowy w Poznaniu[99]
- Prezentacje multimedialne "Wielkopolska 1918" w ramach obchodów 90 rocznicy Powstania Wielkopolskiego[100]

### Fundacji Znaki Pamięci
- „Słownik Biograficzny Żołnierzy 2 Korpusu Polskiego”, opracowując biogramy żołnierzy tej formacji podczas II wojny światowej, ze szczególnym uwzględnieniem ich drogi wojennej, życia osobistego i powojennych losów[101]
- "Baza Grobów Żołnierzy 2 Korpusu Polskiego" - dokumentując informacje o miejscach pochówku w celu zachowania pamięci o ich losach[102]
- Baza Odznaczonych Krzyżem Czynu Bojowego PSZ na Zachodzie[103]

### Fundacji Odtworzeniowej Dziedzictwa Narodowego
- Uczestnicy Powstania Styczniowego[104]
- Materiały historyczne z zakresu powstania styczniowego[105][106][93]
- Polscy Słudzy Boży[107]
- Słownik biograficzny[108]

### Projekty związane z Rojowem
Był organizatorem uroczystości 130. rocznicy konsekracji neogotyckiego kościoła w Rojowie przygotowując publikacje i prelekcje o historii kościoła. W 2014 pełnił funkcję konsultanta historycznego budowy ścieżki historyczno- krajobrazowej wokół kościoła w Rojowie realizowanym przez Parafię pw. Świętej Jadwigi Królowej w Ostrzeszowie oraz był współautorem (wraz z żoną Mirosławą) tablic edukacyjno-informacyjnych. W 2015 był autorem tablicy informacyjnej „Ikonografia witraży postaci Świętych i Błogosławionych związanych z ziemią ostrzeszowską w kościele p.w. Św. Wojciecha Biskupa i Męczennika w Rojowie”.Na podstawie jego materiałów powstało opracowanie „Szkoła Podstawowa w Rojowie. Była taka szkoła ... wspomnienia pozostaną”, Rojów 2018. Współpracował z Fundacją Nauki i Edukacji Lemat w projekcie renowacji zabytkowego dworku w Rojowie popularyzując ideę zachowania dziedzictwa kulturowego.

### Inne projekty
Od 2012 r. współpracował z Ordynariatem Polowym Wojska Polskiego w projekcje upamiętnienia kapelanów, służących czynnie lub w rezerwie w WP w okresie pokojowym w latach 1923–1939 opracowując biogramy duchownych związanych z regionem.Pracował nad stworzeniem biografii Cypriana Zabłockiego, uczestnika Powstania Styczniowego. Jest współautorem Wirtualnego przewodnika po zabytkach kościoła w Kraszewicach. Współpracował ze Stowarzyszeniem Regionalnym Ośrodkiem Dokumentacji WIEŻA 1916 w promocji wydawnictw..   

## Odznaczenia
Odznaka honorowa „Za zasługi dla województwa wielkopolskiego” (2023)

## Życie prywatne
Jest mężem Mirosławy i ojcem Jarosława